# La Pubilla (arbre)
El Suro de la Pubilla o simplement La Pubilla és un exemplar singular d'alzina surera (Quercus suber) situat al municipi de Maçanet de Cabrenys (Alt Empordà). L'any 2000 fou declarat arbre monumental per la Generalitat de Catalunya (matrícula AM 02.102.01).
Es tracta d'un arbre de grans dimensions, molt rabassut de soca, el més gruixut que s'ha mesurat a Catalunya. En el moment de la seva declaració feia 14 metres d'alçària i un volt de canó de 5,27 m. S'estima que la seva edat és d'un mínim de 250 anys i avui és un arbre senil que ja ha parat de créixer. Va ser batejat amb el nom de "la Pubilla" per tal que fos la parella de “l'Hereu”, una altra surera de mida semblant que es trobava al camí de les Creus, abatuda ja fa anys.
S'explica que a mitjan segle XX al seu peu hi havia un hort i una petita deu, possible origen dels nutrients i el mulladiu que li han permès d'assolir aquesta grandària. Quan estava en ple rendiment produïa de 14 a 15 quintars de suro, pelant-ne el tronc fins als 6 m d'alçada. La darrera lleva de què es té constància és de l'any 2001.
Per arribar-hi cal prendre la carretera de Maçanet a la Vajol. A uns 500 m es troba una zona de prats i a continuació cal seguir en direcció sud-est fins a la finca de Can Vinyes. Des d'aquí, seguir el camí en direcció sud-est, tombar al primer trencall a l'esquerra per un camí de baixada que ens mena al cap de 100 m fins a la Pubilla, que queda al marge dret del camí.